# Mala Koșelivka, Nijîn
Mala Koșelivka (în ucraineană Мала Кошелівка) este o comună în raionul Nijîn, regiunea Cernihiv, Ucraina, formată numai din satul de reședință.

## Demografie
Componența lingvistică a comunei Mala Koșelivka
     Ucraineană (98,44%)
     Rusă (1,56%)
Conform recensământului din 2001, majoritatea populației comunei Mala Koșelivka era vorbitoare de ucraineană (98,44%), existând în minoritate și vorbitori de rusă (1,56%).